# ریتا شا
رتا شا (انگلیسی: Reta Shaw؛ ۱۳ سپتامبر ۱۹۱۲ – ۸ ژانویهٔ ۱۹۸۲) یک هنرپیشه اهل ایالات متحده آمریکا بود. وی بین سال‌های ۱۹۵۲ تا ۱۹۷۵ میلادی فعالیت می‌کرد.

## گزیدهٔ فیلم‌شناسی
- مری پاپینز (۱۹۶۴)
- بست (۱۹۶۱)
- پولیانا (۱۹۶۰)
- پیک‌نیک (۱۹۵۵)